# Шведская Википедия
Шведскоязычная Википедия (швед. Svenskspråkiga Wikipedia, до 2006 года Шведская Википедия, швед. Svenska Wikipedia) — раздел Википедии на шведском языке.
На сегодняшний день количество статей в разделе составляет 2 613 350. По числу статей раздел находится на 5 месте. Всего в разделе зарегистрировано 957 019 участников, из них 1764 активных.
Администрация шведской Википедии ежегодно переизбирается с марта 2006 года. Арбитражный комитет в шведской Википедии появился в ноябре 2006 года. В 2005 году было принято решение, что шведская Википедия будет использовать несвободные изображения согласно fair use, только если это эмблемы или гербы.

## История
Шведский раздел Википедии стартовал в мае 2001 года параллельно с немецкой Википедией, после версий на английском и на каталанском языках.
Первоначально он конкурировал с созданным в октябре 2001 года Ларсом Аронсоном шведскоязычным wiki-сайтом susning.nu. В апреле 2004 года susning.nu был закрыт для редактирования практически для всех пользователей, и многие из его бывших участников стали участниками шведской Википедии. 14 января 2005 года количество статей в ней превысило количество статей на susning.nu.
За 2013 год, в результате массовой ботозаливки ботом Lsjbot шведского учёного Сверкера Юханссона (проводившего аналогичные заливки и в Себуанской и Варайской Википедиях), раздел вырос более чем на миллион статей (более чем в 2,5 раза), обогнав китайский, португальский, японский, польский, испанский, русский, итальянский и французский разделы и переместившись по числу статей с 12 на 4 место. 18 июля 2014 года, обогнав в результате очередной ботозаливки немецкий раздел, шведская Википедия вышла по этому показателю на 3 место, а 30 июля, обогнав и нидерландский раздел, — на 2-е.
Юбилейные статьи:
- 100 000 — 27 августа 2005
- 200 000 — 23 декабря 2006
- 300 000 — 13 декабря 2008
- 400 000 — 19 июня 2011
- 500 000 — 27 сентября 2012
- 600 000 — 16 января 2013
- 700 000 — 1 февраля 2013
- 800 000 — 19 февраля 2013
- 900 000 — 25 марта 2013
- 1 000 000 — 15 июня 2013
- 1 500 000 — 21 августа 2013
- 1 600 000 — 30 ноября 2013
- 1 700 000 — 9 июля 2014
- 1 800 000 — 1 августа 2014
- 1 900 000 — 2 сентября 2014
- 2 000 000 — 5 сентября 2015
- 2 900 000 — 3 апреля 2016
- 3 000 000 — 27 апреля 2016

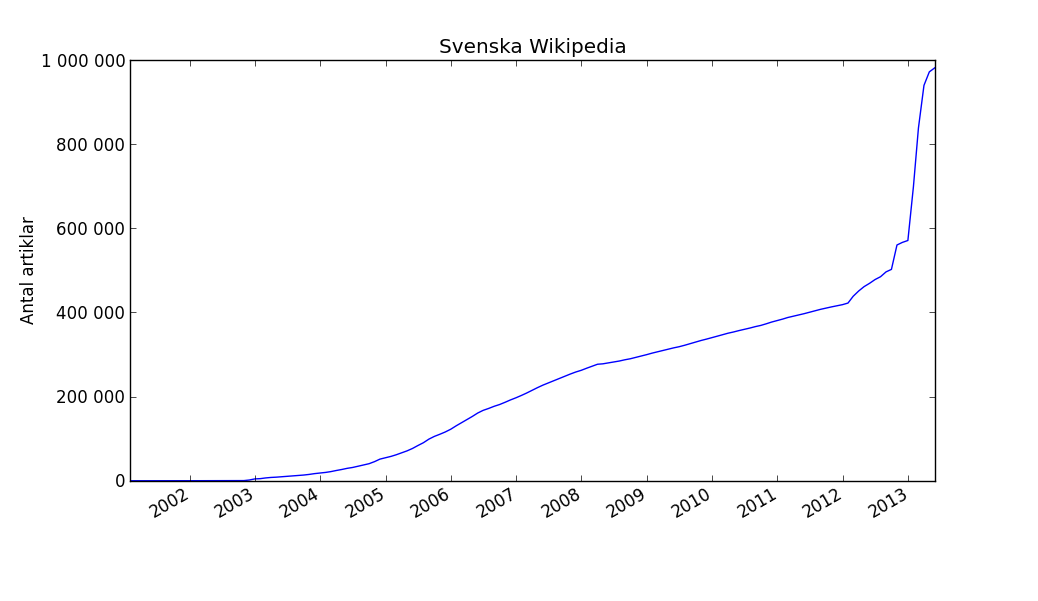
Рост шведской Википедии (резкий скачок вверх в 2012—2013 годах обусловлен массовой заливкой статей ботом)

С 2016 года количество статей сокращается, удаляются статьи бота.

## Статистика

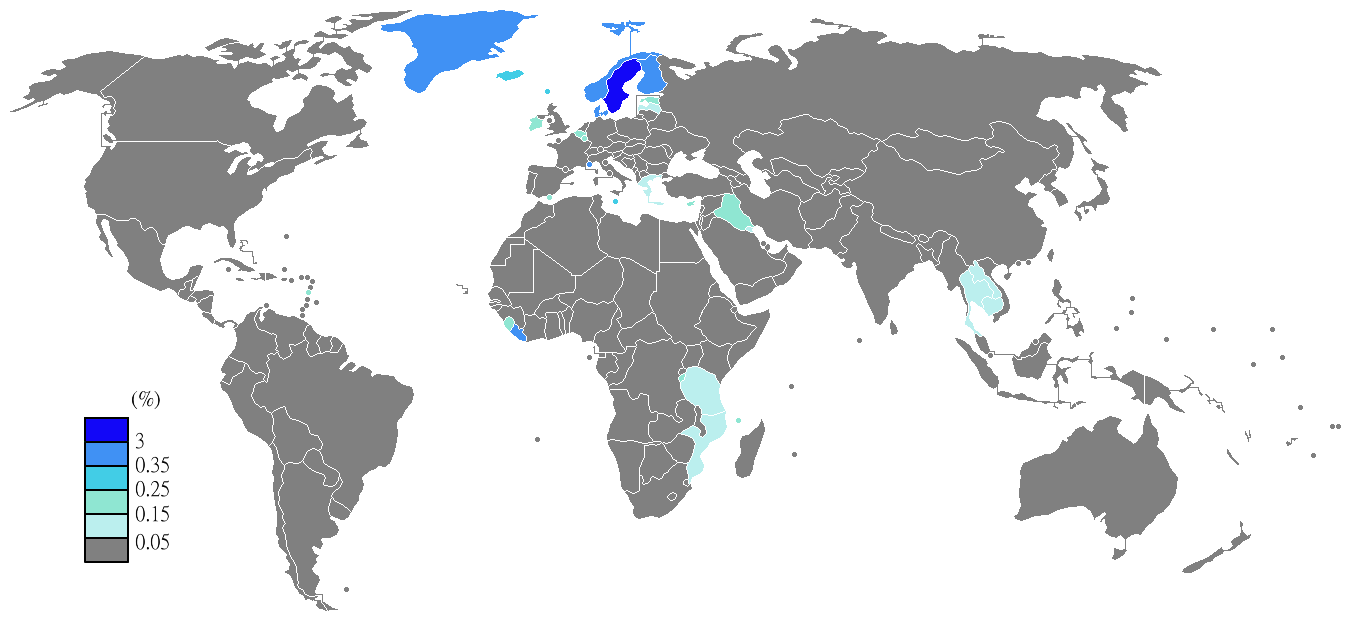
Посещаемость шведского раздела в % по странам

По состоянию на 16 июля 2025 года шведский раздел Википедии содержит 2 613 350 статей, находясь по этому показателю на четвёртом месте среди всех языковых разделов. С момента основания до 19 мая 2008 года шведский раздел находился по этому показателю в первой десятке, после чего его место занял русский. Всего в шведском разделе зарегистрировано 957 019 участников, из них 1764 совершили какое-либо действие за последние 30 дней, а 65 участников имеют статус администратора. Общее число правок составляет 57 655 952.

## Качество
По состоянию на сентябрь 2014 года более 70 % статей шведской Википедии представляют собой автоматически созданные заготовки (в основном о биологических видах), состоящие из одной-трёх строк текста, шаблона-карточки, ссылок на источники. Глубина наполнения шведского раздела — одна из самых низких среди крупнейших викиразделов. По этому показателю она уступает, среди прочего, корейской, финской и арабской Википедиям, в которых меньше статей. Средний размер статьи в шведской Википедии достаточно невелик. После массовой заливки в 2013 году статей ботом шведская википедия снова вошла в список 10 крупнейших википедий, сместив португальскую, а также потеряв больше 10 единиц глубины. В итоге и без того невысокий показатель глубины шведской википедии сильно упал. Среди всех википедий размером более 100 тысяч лишь Минангкабауский, Варайский, Себуанский, Казахский и Нидерландский разделы имеют более низкую глубину по той же самой причине. Также шведская википедия по глубине уступает подавляющему большинству разделов, имеющих более 10 тысяч статей.
В прессе шведский раздел критиковался за неотпатрулированный вандализм и предоставление недостоверной информации. Шведский телеканал TV8 нашёл в шведской Википедии массу давно вандализированных статей: например, о Джордже Клуни было написано, что он «коммунист», а в статье о Златане Ибрагимовиче слово «цыган» было заменено на «преступник». Журналисты также заметили, что статьи о шведских политических деятелях исправляются в соответствии с политической конъюнктурой с IP-адресов, соответствующих зданию шведского парламента — риксдага.